# Нивальный климат
Нивальный климат (от лат. nivalis — снежный, холодный) — климат высоких широт или высокогорий в геоморфологии.

## Описание
В условиях нивального климата твёрдых осадков выпадает больше, чем успевает растаять и испариться, из-за чего образуются снежники и ледники.

## История
Понятие нивального климата было предложено географом Альбрехтом Пенком, при разработке геоморфологической классификации климатов.

## Распространение
Это климат острова Гренландия, континента Антарктида и других различных ледниковых высокогорных районов в северных широтах.